# Guy Le Baube
Pour les articles homonymes, voir Le Baube.
Guy Le Baube, né en France en 1944, est un photographe français.

## Biographie
Fils du peintre Claude Le Baube, Guy Le Baube est issu d'une famille d'artistes peintres ( Vasselon, Dury-Vasselon et Le Baube). 
Il s'installe à New York en 1976. Ses photographies mêlant mode et érotisme paraissent alors dans des magazines comme Vogue, Harper's Bazaar, Marie Claire, etc.